# Junkers K 16
Junkers K 16 byl malý dopravní letoun vyráběný v Německu na počátku 20. let. společností Junkers & Co (Junkers Flugzeug- und Motorenwerke AG, Dessau).

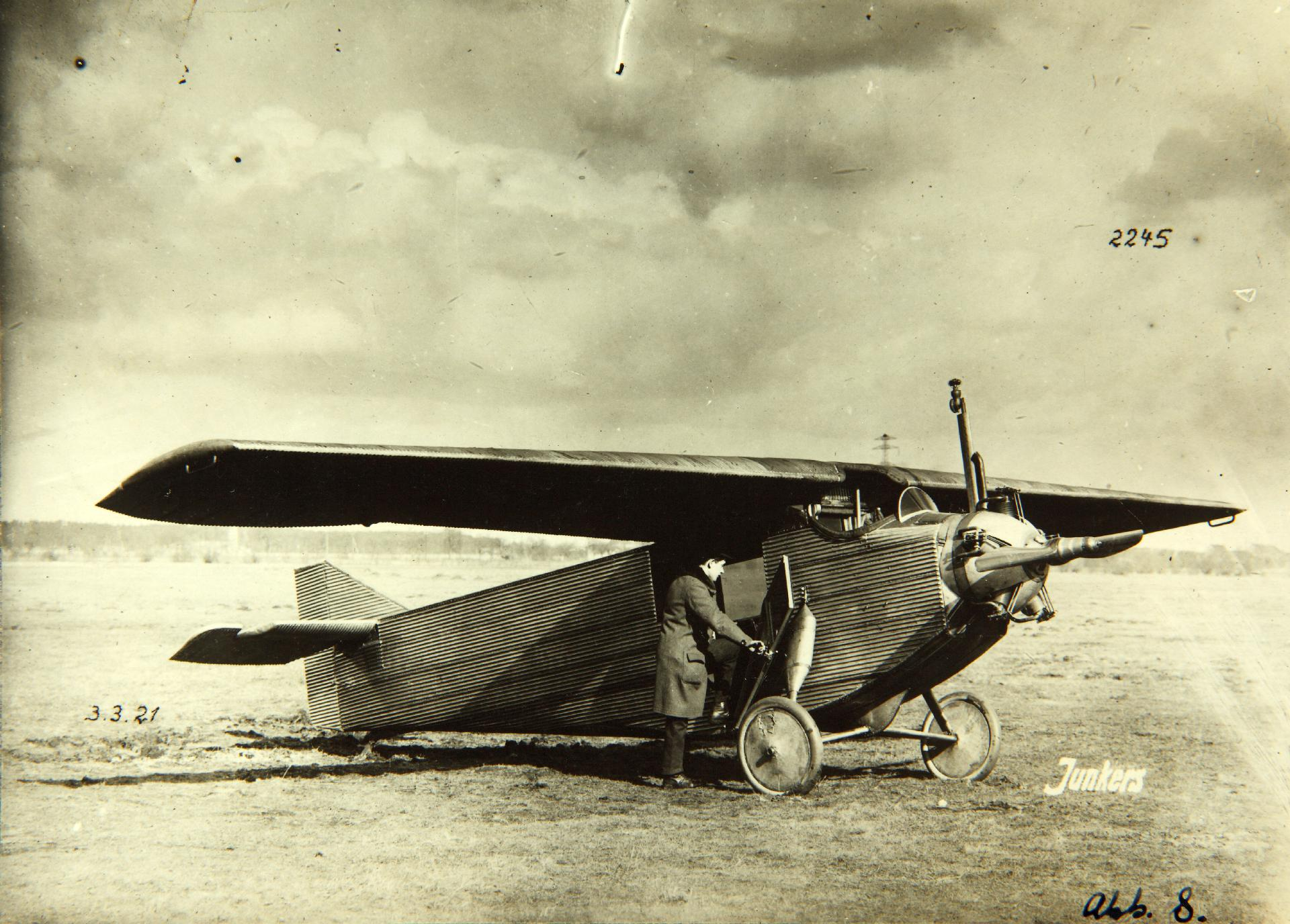
Junkers K 16 (1921)

## Vznik a vývoj
Junkers K 16 byl konvenční, hornokřídlý konzolový jednoplošník celokovové konstrukce, vybavený pevným podvozkem a zadní ostruhou. Práce na projektu byly zahájeny v roce 1920. Nový letoun byl původně označen jako J 16, ale později byl změněn na K 16 (Kabinenflugzeug, kabinové letadlo). Stavba prvního K 16 byla prováděna v době úplného zákazu konstrukce letadel dle ustanoveních Versailleské smlouvy (1919).
Německo mělo po prohrané válce zcela zakázáno vyrábět letadla. Kvůli striktním požadavkům Versailleské smlouvy, musel být i motor Daimler D III/Mercedes IIIa nahrazen méně výkonným Siemens Sh 4 (65 k), který vyráběla společnost Siemens & Halske A.G. v Berlíně-Spandau. První zálet prototypu letadla (výr. č. 526) provedl pilot Zimmermann 3. března 1921.
Krátce poté, co prototyp vzlétl, vítězné mocnosti prověřily plnění zákazu výroby letadel v Německu resp. zcela zablokovali činnost německého leteckého průmyslu. Prototyp K 16 byl rychle evakuován do Nizozemska, aby nedošlo ke konfiskaci letadla. Tam byl uložen v jednom hangáru u společnosti Fokker až do léta 1923, dokud nebyla omezení uvolněna a výroba mohla být obnovena. Letoun byl vystaven a předveden na Mezinárodní letecké výstavě, která se konala 20.7.–12.8.1923 ve švédském Göteborgu.
Na jaře 1924 prototyp prošel v Dessau několika úpravami a byla zahájena sériová výroba. Sériový letoun s imatrikulací D-390 byl součástí expozice Junkers na III. mezinárodní letecké výstavě v Praze, která se konala na přelomu května a června 1924.
Celkem bylo vyrobeno 17 letadel.

## Popis letounu
Jednalo se o letoun s trojdílným horním křídlem s otevřeným pilotním kokpitem, který byl umístěn za motorem a před křídlem, což výrazně zlepšilo viditelnost pilota. Dva cestující sedící proti sobě byli v kryté kabině uvnitř trupu. Stroj se vyznačoval vlnitým duralovým krytem jak křídla, tak trupu.
Kvůli přísným požadavkům Versailleské smlouvy, musel být motor Daimler D III u prototypu nahrazen méně výkonným Siemens Sh 4, aby splňoval předpisy poválečných restrikcí. Až omezení pominula (1924), byl letoun vybavován silnějšími motory a také byl konstrukčně upraven. Letoun verze 16ba měl nový podvozek (trup byl jen kousek nad zemí, což usnadnilo nastupování a vystupování), vylepšenou aerodynamiku (především konstrukce SOP) a silnější motor Siemens Sh 5. To umožnilo zvýšit užitečné zatížení letadla na 315 kg a dosáhnout maximální rychlosti 170 km/h. Po první úpravě v roce 1924 následovaly další dva typy, K16ba s novým křídlem (rozpětí se zvýšilo z 11,0 m na 12,8 m) a K16ce – s motorem Bristol Lucifer (100 k). V roce 1927 se zrodila další modifikace – K16bi s motorem Siemens Sh 12 (125 k) a v další v roce 1928, poslední verze K16bo s československým motorem Walter NZ-120 (120 k) resp. Walter Mars (145 k).

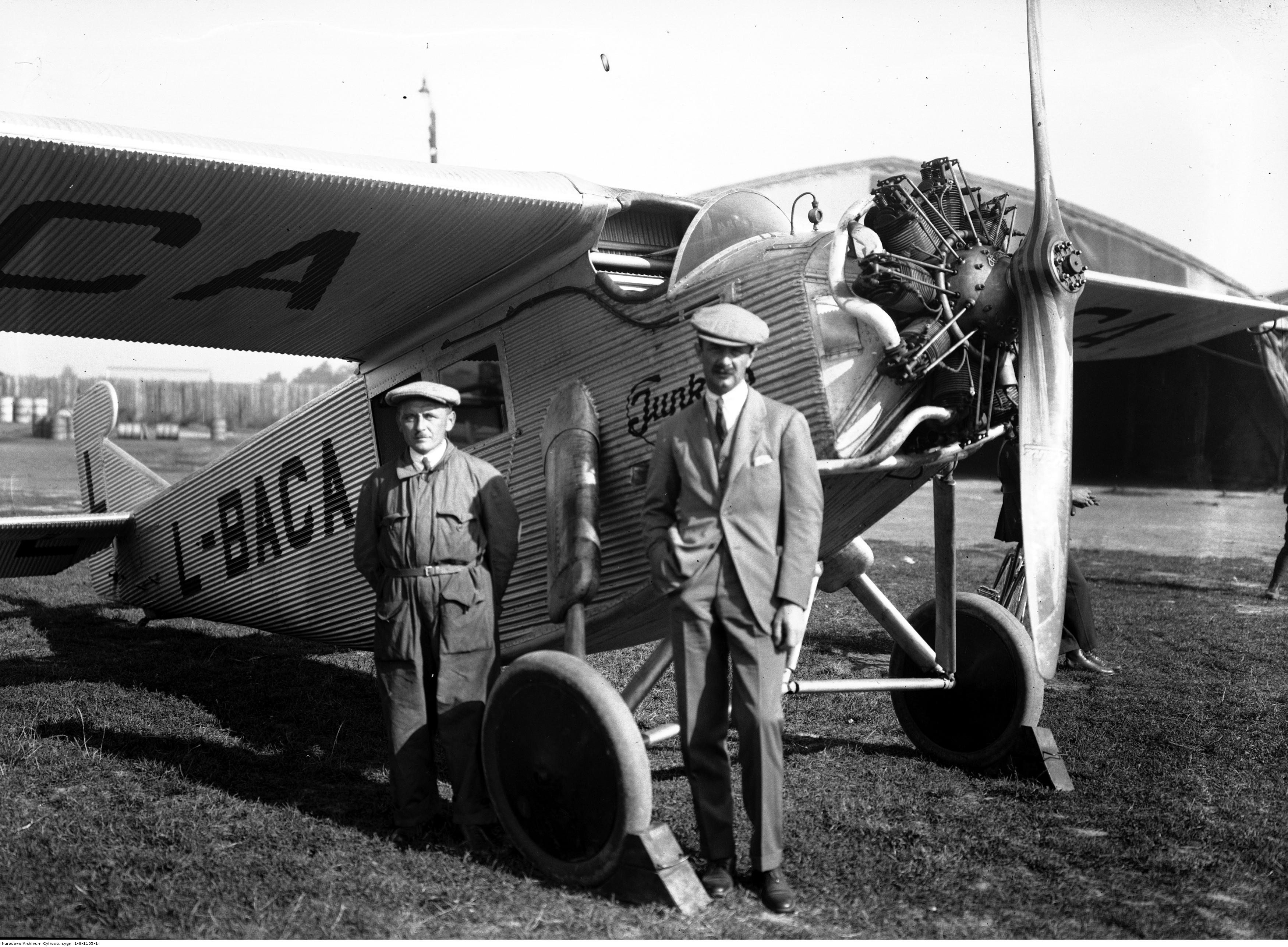
Junkers K 16bo v Krakově a majitel O. F. Kinský (1928)

## Použití
Letoun K16 byl nasazen i v domácích i mezinárodních leteckých soutěžích jako sportovní letoun. Se dvěma letouny K 16 se Junkers v roce 1925 zúčastnil Okružního letu Německem (Deutsche Rundflug) a jeden letoun obsadil v této soutěži druhé místo (D-653, 19.–24.11.1925).
V té době žádná letecká společnost, kterou by měl maličký K 16 (jako levná verze letounu Junkers F 13) oslovit, neprojevila zájem o koupi. Menší počet letounů, které byly vyrobeny, byl většinou prodán soukromým majitelům a letadla byla provozována jako soukromá turistická či sportovní. V německém leteckém rejstříku bylo uváděno 12 letounů s imatrikulacemi D-323, D-390, D-500, D-653, D-654, D-781, D-941, D-983, D-1208, D-1452, D-1678. K nim přibyl později letoun výr. č. 467 (D-2144). Letadla K 16 byla prodána i do zahraničí např. létala v Norsku, Švédsku, v Argentině a Uruguayi především jako spojovací, poštovní stroje, ale také ve společnostech, které s nimi organizovaly vyhlídkové lety.
Oba švédské letouny SE-AEI a SE-AET havarovaly. První SE-AEI havaroval 28. září 1935 za neznámých okolností někde ve Švédsku. Letadlo bylo poškozeno, ale nikdo naštěstí nebyl zraněn. Druhý letoun SE-AET havaroval 23. prosince 1936. Když se pilot D. Hamilton přibližoval k letišti Göteborg-Torslanda, ztratil nad letounem kontrolu a narazil do blízkého kopce. Pilot byl zraněn a letadlo poškozeno. Za příčinu havárie byla označena chyba pilota.
V srpnu 1928 zakoupil jeden letoun Junkers K 16bo (WNr. 467) kníže Oldřich Ferdinand Kinský z Heřmanova Městce (X. kníže Kinský ze Vchynic a Tetova, 1893–1938). Původní imatrikulace L-BACA z 8. srpna 1928 byla v roce 1929 změněna na OK-ACA. Později byl vyměněn motor Walter NZ-120 za silnější Walter Mars, který byl ve výrobě od roku 1929. Letoun byl 28. ledna 1933 vyřazen z československého rejstříku a prodán zpět do Německa jako havarovaný, ale v listopadu 1936 byl pod imatrikulací D-2144 zaveden do německého rejstříku. Byl provozován inženýrskou školou Ingenieurschule ve Weimaru.

## Varianty
- K 16 – prototyp s motorem Siemens-Halske (1921)
- K 16a – s pětiválcovým motorem Siemens-Halske Sh 4 o výkonu 43–46 kW/58–62 k, upravený prototyp se změněným podvozkem a zadní částí trupu (1924)
- K 16b – sériově vyráběná verze s novým křídlem a uzpůsobená pro instalaci různých variant motorů
- K 16ba – sedmiválcový motor Siemens-Halske Sh 5 o výkonu 59–63 kW/80–85 k (1924)
- K 16bi – motor Siemens-Halske Sh 12 o výkonu 92 kW/125 k (1927)
- K 16bo – devítiválcový motor Walter NZ-120 o výkonu 88–96 kW/120–135 k (1928), později vyměněný za koncepčně stejný, ale silnější Walter Mars o výkonu 107–116 kW/145–155 k[13]
- K 16c – jako K 16b s upravenou částí přídě letounu
- K 16ce – tříválcový motor Bristol Lucifer o výkonu 74 kW/100 k (1926)

## Uživatelé
- Německá říše
  - Luft Hansa
  - soukromí piloti a soukromé dopravní společnosti
- Československo (L-BACA/OK-ACA)
  - hrabě KInský
- Norsko (LN-ABH, LN-BAM)[16]
- Švédsko (SE-AEI, SE-AET)[17]
- Argentina (LV-EDA)
- Uruguay (CX-ABX)[18]

## Specifikace

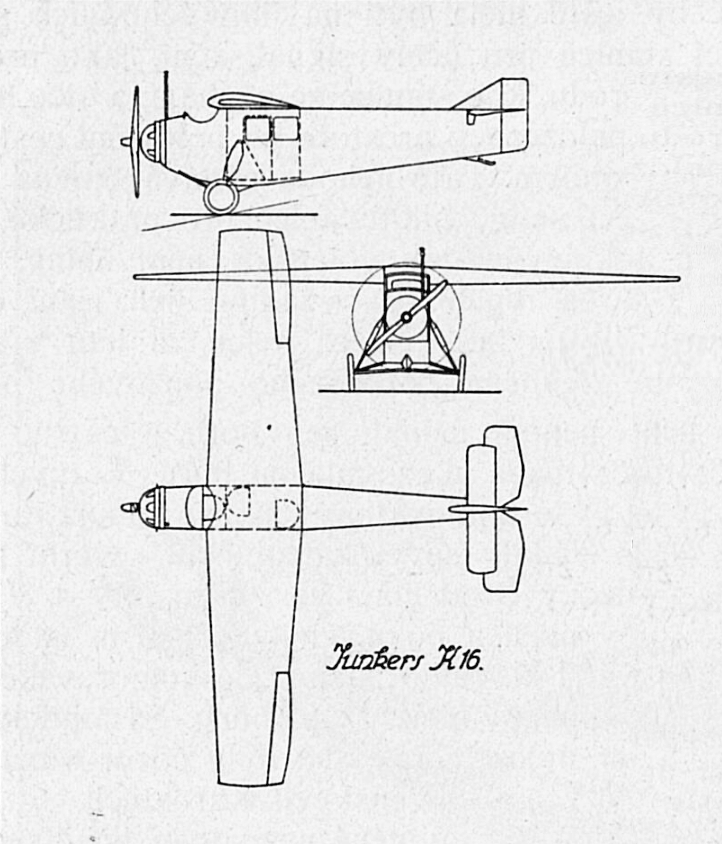
Junkers K 16, skica (Letectví, srpen-září 1925)

Data pro K 16bo podle

### Technické údaje
- Posádka: 1
- Cestující: 2 nebo pošta
- Rozpětí: 12,78 m
- Délka: 7,80 m
- Výška: 2,56 m
- Nosná plocha: 19,50 m2
- Plošné zatížení: 43,80 kg/m2
- Hmotnost prázdného letounu: 535 kg
- Vzletová hmotnost: 850 kg
- Pohonná jednotka: 1× pístový, hvězdicový vzduchem chlazený devítiválcový motor Walter NZ-120
  - maximální, vzletový: 135 k (99,3 kW) při 1750 ot/min
  - jmenovitý, nominální: 120 k (88,3 kW) při 1400 ot/min
- Vrtule: dvoulistá dřevěná s pevným nastavením

### Výkony
- Maximální rychlost: 170 km/h
- Cestovní rychlost: 140 km/h
- Přistávací rychlost: 90 km/h
- Dostup: 2 500 m
- Dolet: max. 600 km
- Vytrvalost: max. 5 h